# Qaisar Bagh

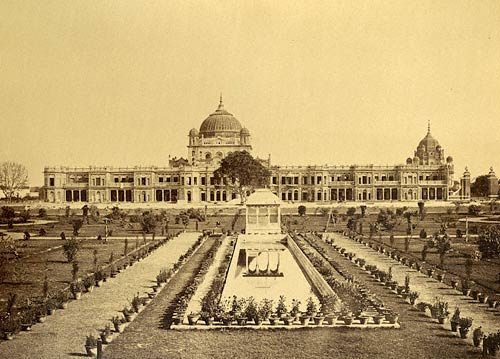
Complexo Qaisarbagh em Lucknow, Uttar Pradesh, Índia (fotografia tirada entre 1865 e 1882).

Qaisarbagh (Hindi: क़ैसरबाग़, Urdu: قيصر باغ‎, Jardim do Imperador), também denominado Qaiserbagh, Kaisarbagh ou Kaiserbagh, é um complexo localizado na cidade de Lucknow, na região de Awadh na Índia. Foi construído por Wajid Ali Shah (1847-1856), o último nababo de Lucknow.
|  |  |